# 3 mostri in famiglia
3 mostri in famiglia (Me and My Monsters) è una sit-com live action coprodotta da Australia (Network Ten) e Regno Unito (BBC) e creata dalla Jim Henson Company. In Italia è andata in onda sul canale Frisbee. Nonostante sia girata in HD, la trasmissione in tale formato è avvenuta solamente nella primavera 2011 su BBC HD per i primi sette episodi della seconda stagione.

## Trama
La famiglia Carlson, composta dai genitori Kate e Nick e dai figli Eddie e Angela, si è appena trasferita dall'Australia in una cittadina inglese. La loro nuova casa è infestata da tre mostri, Bulbo, Guglielmo e Moccio, tre creature buffe che vogliono essere amate.
I tre cambieranno loro la vita: Angela, in piena crisi adolescenziale, non si trova bene con i mostri; Kate viene continuamente disturbata durante i lavori domestici, ma riesce a farli andare nel seminterrato; Nick detesta i tre esseri perché per lui rappresentano un incubo. Invece, tra Eddie e i mostri nasce una solida amicizia.

## Personaggi
- Eddie Carlson
Secondogenito della famiglia, ha 11 anni e passa molto tempo con i mostri, che vede come grandi e preziosi amici. Cerca sempre delle scuse per non affrontare i problemi e si mette sempre nei guai a causa dei mostri.

- Bulbo (in originale, Fiend)
È uno dei mostri, di cui si presenta come il capo. Ha otto occhi, è completamente verde, ha bocca e piedi molto grandi, nonostante il corpo piccolo. Inventa piani malefici ma efficaci che spesso mettono in pericolo la vita di Eddie.

- Guglielmo (in originale, Haggis)
È il mostro più grande del trio. È grasso e alto, ha un naso verde, il pelo rosso e due corna. Ingoia tutto quello che si trova davanti. È molto ingenuo e sciocco, e non riesce a capire la logica delle bugie.

- Moccio (in originale, Normann)
È un mostro viola con un lungo ciuffo sulla testa. È incapace di parlare e comunica attraverso strani versi che solo Bulbo riesce a comprendere e tradurre. Ogni cento anni compie una trasformazione, per esempio in umano. Ha una cotta per Angela, ma ha avuto storie con i vari elettrodomestici della casa.

- Nick Carlson
È il padre di Eddie e Angela, sempre maldestro e ridicolo davanti ai ragazzi. Sommerso di lavoro, vede i tre mostri, che lo chiamano "Papà umano", come un incubo. I mostri, però, a volte sono di aiuto nel suo lavoro, anche se spesso gli fanno fare brutte figure davanti al suo capoufficio.

- Kate Carlson
È la madre di Eddie e Angela e la moglie di Nick. La sua più grande passione è la cucina. È sempre disponibile sia con i ragazzi, sia con i mostri. In alcune situazioni si dimostra un po' invadente. I mostri la chiamano "Mamma umana".

- Angela Carlson
È la sorella maggiore di Eddie, è altezzosa, irascibile e intraprendente, e non prende bene l'arrivo dei mostri. Le mancano i suoi amici australiani e non riesce a farsene di nuovi.

## Episodi
La prima stagione è andata in onda su Frisbee dal 4 giugno al 23 settembre 2012 mentre la seconda è ancora inedita.

### Prima stagione
1. Una strana convivenza
2. Penny l'aspirapolvere
3. Mostro in scatola
4. I mitici Mostruosette
5. L'amore di Guglielmo
6. Mostro d'intelligenza
7. Il mio grasso grosso matrimonio mostruoso
8. Pigiama party
9. Caro diario...
10. La grande bugia
11. Mostri gentiluomini
12. Il regno di Neveglobia
13. Vita da mostro

### Seconda Stagione
1. Monster lurgy
2. Shiny Stuff
3. Staycation
4. Teenage Dream Boy
5. Monster su Top
6. Monstrously Good Cookies
7. Quality Time
8. Next Big Thing
9. The Fall Out
10. Chain Gang
11. Swap Fever
12. Alone Together
13. Monstersitter